# Шахэ (Синтай)
Шахэ́ (кит. упр. 沙河, пиньинь Shāhé) — городской уезд городского округа Синтай провинции Хэбэй (КНР). Название происходит от протекающей по его территории реки Шахэ.

## История
Во времена империи Хань был создан уезд Сянго (襄国县). При империи Суй он был переименован в Лунган (龙冈县). В 596 году из него был выделен уезд Шахэ (沙河县). При империи Юань к уезду Шахэ был присоединён уезд Наньхэ (南和县), но затем выделен вновь.
В августе 1949 года был создан Специальный район Синтай (邢台专区), и уезд вошёл в его состав. В мае 1958 года Специальный район Синтай был расформирован, и уезд Шахэ был присоединён к уезду Синтай. В мае 1961 года Специальный район Синтай был создан вновь, и уезд Синтай опять вошёл в его состав. В июле 1961 года из уезда Синтай был вновь выделен уезд Шахэ. В 1969 году Специальный район Синтай был переименован в Округ Синтай (邢台地区).
В 1987 году решением Госсовета КНР уезд Шахэ был преобразован в городской уезд. В 1993 году решением Госсовета КНР были расформированы округ Синтай и город Синтай, и образован Городской округ Синтай.

## Административное деление
Городской уезд Шахэ делится на 5 уличных комитетов, 6 посёлков и 4 волости.